# Uraderamachi-dōri
Pour les articles homonymes, voir Teramachi.
L'Uraderamachi-dōri (裏寺町通, Uraderamachi-dōri) est une voie du centre-ville de Kyoto, dans les arrondissements de Nakagyō et Shimogyō. Elle débute juste au nord de Rokkaku-dōri et termine au Shijō-dōri (en). 

## Description

### Situation
L'Uraderamachi-dōri est une courte rue étroite du sud-est de l'arrondissement de Nakagyō et touche l'extrême nord-est de celui de Shimogyō. Il commence dans le quartier de Matsugae-chō (松ケ枝町) et termine dans celui d'Otabi-chō (御旅町). La rue débute au Rokkaku-dōri (六角通) et termine au Shijō-dōri (en) (四条通), une importante rue est-ouest de la ville, marquant la limite entre les arrondissements de Nakagyō et Shimogyō. Elle suit le Kawaramachi-dōri (en) (河原町通) à l'est et précède le Shinkyōgoku-dōri (新京極通) et le Teramachi-dōri (en) (寺町通) à l'ouest.
Aucun sens de la circulation n'est indiqué, même si la chaussée est trop courte pour la circulation dans les deux sens. La rue est cependant principalement piétonne. La rue fait environ 500 mètres de long. 

### Voies rencontrées
Du nord au sud, en sens unique. Les voies rencontrées de la droite sont mentionnées par (d), tandis que celles rencontrées de la gauche, par (g). Seules les rues ayant un nom sont listées.
1. Rokkaku-dōri (六角通)
2. Takoyakushi-dōri (蛸薬師通)
3. (d) Kayū-kōji (花遊小路)
4. Shijō-dōri (en) (四条通)

- Sources : (ja) Université Ritsumeikan Asia Pacific (en), « 近代京都オーバーレイマップ », sur Art Research Center,‎ 2023 (consulté le 6 novembre 2023).

### Transports en commun

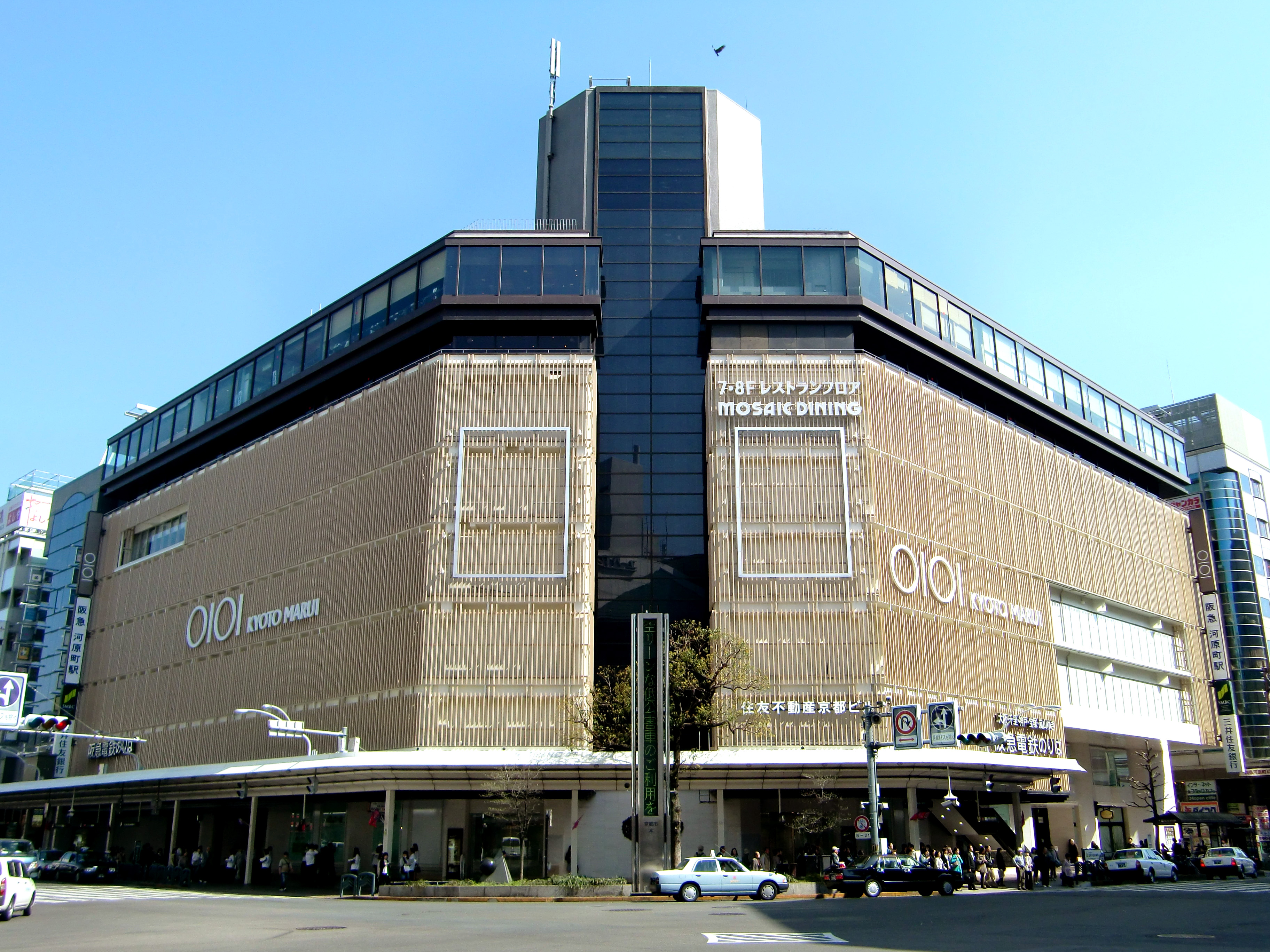
Bâtiment de la gare de Kyoto-Kawaramachi, anciennement occupé par le, maintenant le grand magasin Marui Kyoto.

Les bus du réseau d'autobus de Kyoto (ja) ne passent par sur la rue, mais certains arrêts sont proches, dû à sa proximité avec Kawaramachi-dōri. Les arrêts proches sont Shijō-Kawaramachi (四条河原町, lignes 3, 4, 5, 10, 11, 12, 15, 17, 31, 32, 37, 46, 51, 58, 59, 80, 86, 201, 203, 205, 207, Spécial 80), Kawaramachi-Sanjō (河原町三条, lignes 3, 4, 5, 10, 11, 15, 17, 32, 37, 51, 59, 86, 205, Spécial 80).
L'arrêt du métro de Kyoto le plus proche est à cinq minutes au nord, Kyōto Shiyakusho-mae (京都市役所前駅), sur la ligne Tōzai.
Au carrefour avec Shijō au sud se trouve la gare de Kyoto-Kawaramachi (京都河原町駅), sur la ligne Kyoto de Hankyu. De l'autre côté du Kamo se trouve la gare de Gion-Shijō (祇園四条駅), sur la ligne principale Keihan.

## Odonymie
« Uraderamachi » signifie « arrière (裏) du quartier (町) de temples (寺) ». Cela fait référence à Teramachi-dōri, à l'ouest, qui était la rue ouverte pour le quartier de temples de Toyotomi Hideyoshi. Ainsi, on retrouve un grand nombre de temples sur la rue,.

## Histoire
La rue n'existait pas lors de la fondation de Heian-kyō, la ville impériale, en 794. Elle est ouverte en 1590 lors du réaménagement territorial de l'ère Tenshō (ja) (天正の地割, Tenshō no jiwari) par Toyotomi Hideyoshi, durant le dernier quart du XVIe siècle,,. Elle ouvre en même que Teramachi-dōri. Hideyoshi y déplace un grand nombre de temples de diverses régions de la ville et les y réunit à Teramachi-dōri et Uraderamachi-dōri. Durant l'époque d'Edo (1603-1868), de nombreuses fêtes foraines avaient lieu sur la rue, dû aux grandes enceintes des temples qui y étaient présents. En 1864, durant la rébellion des portes Hamaguri, un incendie majeur est déclenché, et plusieurs temples sur Uraderamachi sont brûlés. Sous l'impulsion du conseiller municipal Masamura Masanao (ja) (槇村 正直), la rue Shinkyōgoku est ouverte entre Teramachi et Uraderamachi pour attirer des touristes.
La rue connait un renouveau dans les années 1970, avec l'ouverture de plusieurs boutiques et de commerces dans sa partie sud, comme le Kawaramachi Vivre (ja) (河原町ビブレ), ouvert en 1970, et le Kyōgoku Tōhō (ja) (京極東宝), une salle de cinéma rénovée en 1973. Cependant, quelques décennies plus tard, la rue a de nouveau perdu son importance, dû au déclin de l'industrie du cinéma, ainsi que la fermeture du magasin Kawaramachi Vivre. Au XXIe siècle, une majorité des temples sur la rue sont fermés et non ouverts au culte. De nouveau au XXIe siècle, dans sa partie, Uraderamachi-dōri est une rue très animée de la ville, dû à sa proximité avec Nishiki Tenman-gū et le marché de Nishiki, sur Nishikikōji-dōri à l'ouest.

## Patrimoine et lieux d'intérêt
La rue se trouve dans le centre-ville touristique de Kyoto, tout près des galeries couvertes de Shinkyōgoku-dōri. On y trouve plusieurs magasins, restaurants et hôtels. On trouve le centre d'arcade « Round One Kyoto Kawaramachi » (ラウンドワン河原町店). La rue croise le Kayū-kōji (花遊小路), une petite rue bordée de magasins et qui se rend jusqu'à Shinkyōgoku-dōri. Une autre petite rue très populaire comme le Kayū-kōji est le Yanagi-kōji (柳小路), juste à l'ouest, parallèle à Uraderamachi,.
Sur le long de la rue se trouvent plusieurs temples. Au carrefour avec Rokkaku, côté sud-est, se trouve le petit temple bouddhiste Chōsen-in (長仙院), où l'on trouve une statue d'Amida Nyōrai (阿弥陀如来) ainsi qu'une sculpture d'Abe no Seimei (安倍 晴明), tous deux déplacés du temple Sei'en-ji (清円寺) de l'arrondissement de Higashiyama, qui a depuis fermé. En face se trouve la cour arrière du Seigan-ji (ja) (誓願寺), anciennement situé au Motoseiganji-dōri. Il s'agit du temple principal de l'école Seizan Fukakusa (ja) (浄土宗西山深草派). À l'est, il est suivi par le Chōgen-in (頂源院), un petit temple dédié aux enfants mort-nés de Shinkyōgoku. À l'ouest, le prochain temple est le Daizen-ji (大善寺). Se trouve ensuite à l'ouest le Kōmyō-ji (光明寺), 30e du pèlerinage des 48 temples de l'enceinte intérieure de la ville impériale (洛陽四十八願寺). Le prochain temple est le Hōzō-ji (ja) (宝蔵寺), fondé en 1269 et déplacé à son emplacement actuel en 1591, suivi par le Hōkai-ji (法界寺), fondé durant l'époque Azuchi-Momoyama  (1573-1603) et brûlé dans les incendies majeurs de 1788 et 1864 et reconstruit dans son état actuel en 1864. Le Gokuraku-ji (極楽寺) suit ces temples, et a été construit durant l'époque Muromachi (1336-1573) et déplacé à cet emplacement par Hideyoshi. Un peu plus au sud, le Myōshin-ji (妙心寺) est le dernier temple avant Takoyakushi-dōri. Uraderamachi devient alors comme une allée arrière pour Shinkyōgoku-dōri.
Au sud de Takoyakushi, le premier temple est le Shōkaku-ji (正覚寺), affilié au Chion-in. Il est brûlé en 1965 et reconstruit en 1989 sous la forme d'un édifice de cinq étages. En face se trouve le Jōraku-ji (常楽寺), aussi sur le pèlerinage des 48 de la ville impériale. Le temple suivant est le Shōmei-ji (称名寺), sur lequel une échelle avait été posée pour permettre à Sakamoto Ryōma de s'échapper en cas d'attaque de l'Ōmiya (ja) (近江屋), juste derrière le temple. Ryōma n'a finalement pas pu s'échapper et est assassiné. Une stèle de l'autre côté sur Kawaramachi commémore l'événement. Se trouve ensuite le Kōtoku-ji (光徳寺), mais peu est connu à son sujet. Il est suivi par le Saidō-ji (西導寺). Le dernier temple sur la rue est le Jōshin-ji (浄心寺).

Quelques lieux d'intérêts
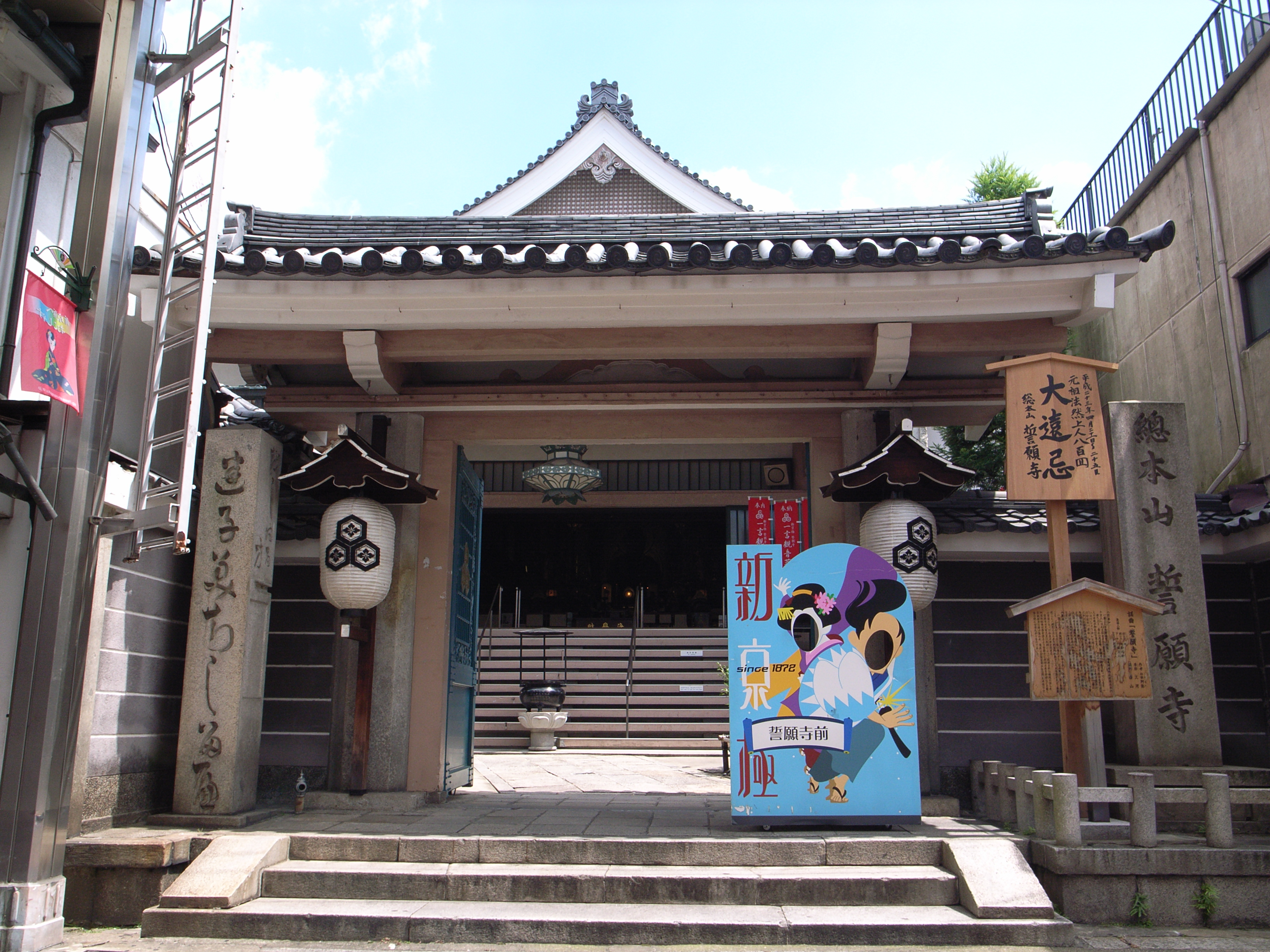
Façade avant du Seigan-ji, sur Shinkyōgoku-dōri
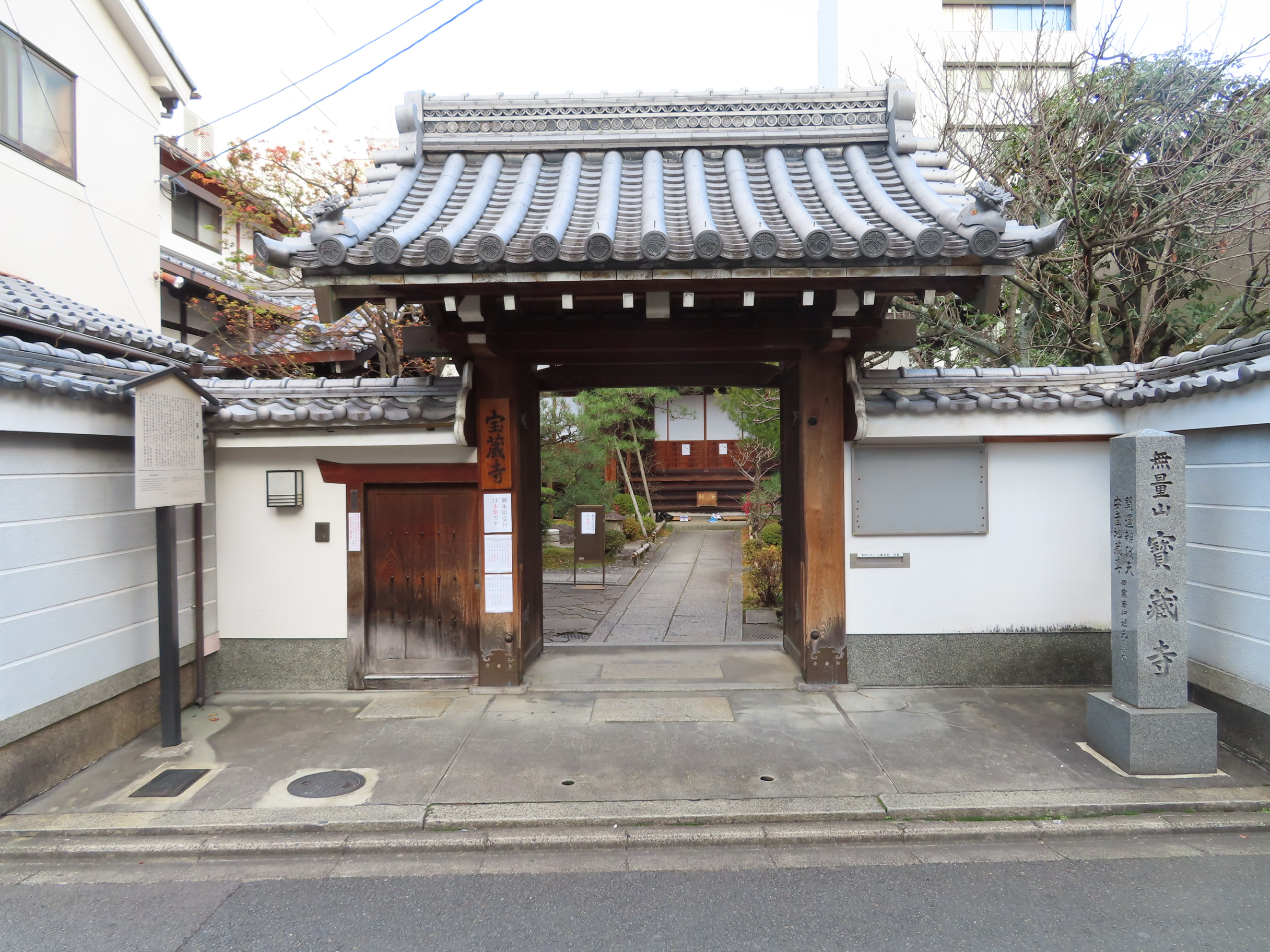
Hōzō-ji
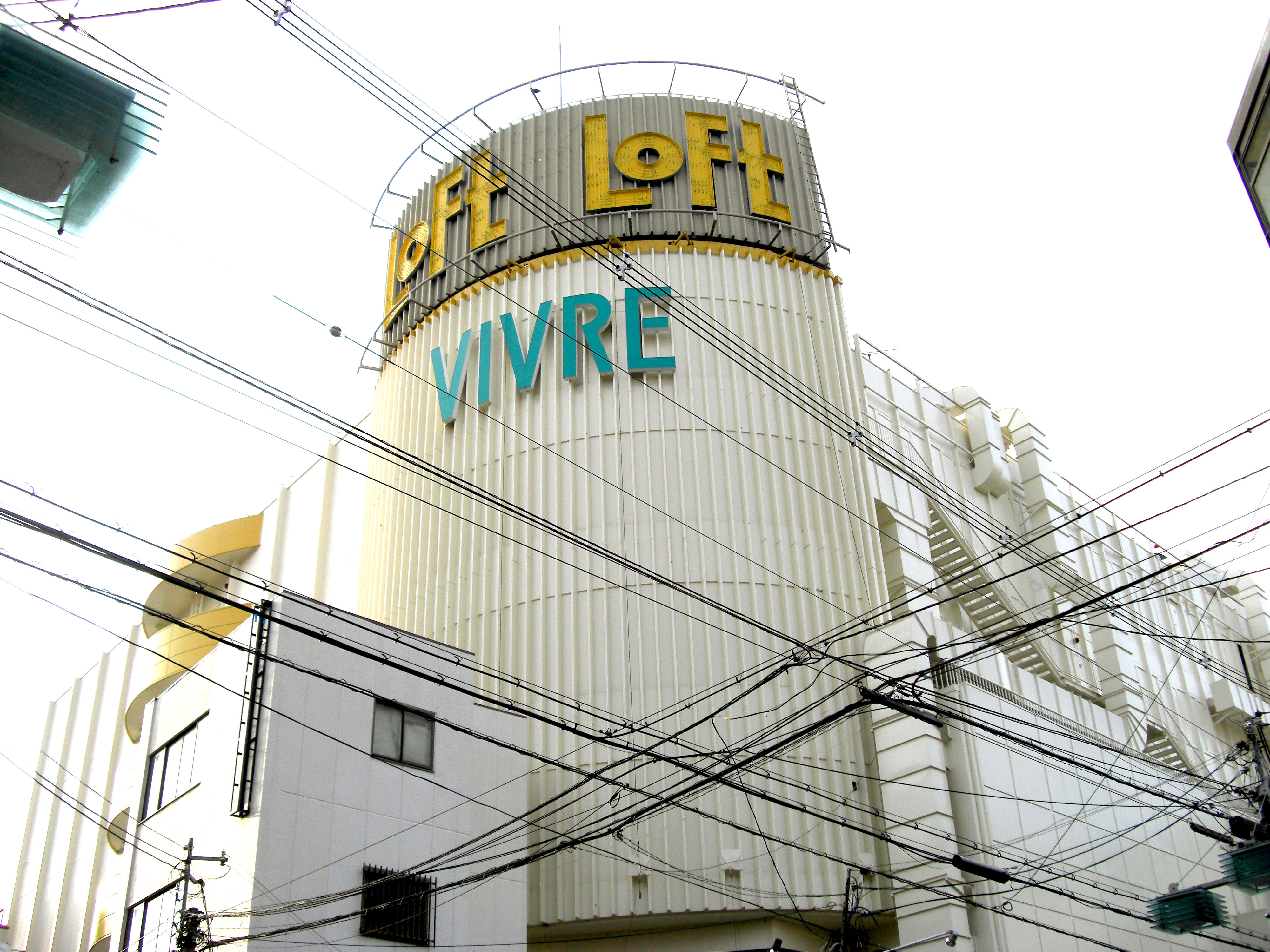
Kawaramachi Vivre